# Uramba charina
Uramba charina är en kräftdjursart som beskrevs av Schmoelzer 1974. Uramba charina ingår i släktet Uramba och familjen Porcellionidae. Inga underarter finns listade i Catalogue of Life.